# 損害賠償
損害賠償（そんがいばいしょう）とは、他人に損害を与えた者が被害者に対しその損害を填補し、損害がなかったのと同じ状態にすることである。

## 損害の発生と損害賠償
損害賠償は大きく債務不履行に基づく損害賠償と不法行為に基づく損害賠償の二つに分けられる。日本法では債務不履行に基づく損害賠償については民法415条以下、不法行為に基づく損害賠償については民法709条以下に定められている。
損害には財産的損害と精神的損害があり、精神的損害に対する賠償は慰謝料（いしゃりょう、慰藉料）とも称される。
事故によって農業や水産業などが受けた風評被害について、政府の審査会で損害賠償の対象について議論に浮上する事例がある。

## 債務不履行に基づく損害賠償
債務不履行とは、債務者が契約などに基づく債務を自ら履行（弁済）しないことをいう。債務不履行の場合には、法律上の効果として、強制履行や契約の解除などの問題とともに損害賠償の問題が生じる。
履行の遅滞によって生じた損害の賠償を遅延賠償という。これに対して本来の給付に代わる損害の賠償を填補賠償という。
債務の不履行が契約その他の債務の発生原因および取引上の社会通念に照らして債務者の責めに帰することができない事由によるものであるときは、損害賠償を請求できない（民法415条1項ただし書）。帰責性の要件は従来判例法理により認められていた不文の要件であったが、2017年の改正民法はこれを明文化した（2020年4月1日施行）。ただし、その帰責事由の内容については個別の判断による。なお、金銭債務については419条3項により債務者は帰責事由の不存在を抗弁とすることができない（後述）。

### 損害賠償の範囲

#### 通常損害と特別損害
損害賠償の範囲は通常損害および特別損害である。
- 通常損害
  - 債務の不履行によって通常生ずべき損害（民法416条1項）
- 特別損害
  - 当事者がその事情を予見すべきであった特別の事情によって生じた損害（民法416条2項）
  - 2017年の改正民法で特別の事情によって生じた損害について「当事者がその事情を予見し、または予見することができたとき」から「当事者がその事情を予見すべきであったとき」に改められた（2020年4月1日施行）[6]。
  - 「当事者」となっているが判例は債務者と解する（大判昭和12年11月15日判決全集4輯22号14頁）[2]。特別事情の予見可能性の立証責任は債権者が負う[7]。

損害賠償の範囲については相当因果関係理論で説明されてきたものの、特別損害の予見の主体や予見の基準時など解釈問題がある。相当因果関係理論に対しては、ドイツ民法のように因果関係以外に賠償範囲を画する規定がない場合には機能するが、日本の民法416条は制限基準自体を規定しており相当因果関係は格別の意味を持たないとの批判もある。

#### 遅延賠償の場合
履行の遅滞によって生じた特別損害の予見可能性の判断の時期は、履行期を基準にする見解（判例）と契約時を基準にする見解がある。なお、金銭債務の場合は特則がある（民法404条・419条）。

#### 填補賠償の場合
本来の給付に代わる填補賠償の場合は目的物の価格が算定の基礎となる。判例は履行不能時の目的物の価格をもとに通常損害を算定し、履行不能時以降の価格変動を一定の範囲で特別損害とする。これにつき遅延賠償の場合と同じく契約時を基準に統一的な基準で解釈を行う見解もある。

### 損害賠償の方法
損害賠償は、別段の意思表示がない限り、金銭により賠償額が定められる（金銭賠償の原則、417条）。

### 過失相殺と損益相殺

#### 過失相殺
債務の不履行又はこれによる損害の発生若しくは拡大に関して債権者に過失があったときは、裁判所は、これを考慮して、損害賠償の責任及びその額を定める（418条）。これを過失相殺という。
2017年の改正民法で「債務の不履行に関して」から「債務の不履行又はこれによる損害の発生若しくは拡大に関して」に改められた（2020年4月1日施行）。
不法行為に基づく損害賠償の場合にも同様の制度があるが、債務不履行に基づく過失相殺の場合には債権者に過失があれば必ず過失相殺するものとなっている。過失相殺は債務者が主張しなくても裁判所は職権で考慮できる。ただし、債権者に過失があった事実については債務者が立証しなければならない（最判昭和43年12月24日民集22巻13号3454頁）。

#### 損益相殺
債務不履行に基づく損害賠償において、債権者に保険金など債務不履行を原因として得ることとなった利益がある場合には、これを考慮して賠償額を定めることになる。これを損益相殺という。

### 金銭債務の特則
金銭債務の債務不履行における損害賠償については特則がある。
1. 金銭の給付を目的とする債務の不履行については、その損害賠償の額は、債務者が遅滞の責任を負った最初の時点における法定利率によって定める。ただし、約定利率が法定利率を超えるときは、約定利率による（419条1項）。
2. 債権者は損害についての立証責任を負担する必要がない（民法419条2項）。
3. 債務者は債務不履行に陥ったことについて不可抗力を理由に損害賠償責任を免れることができない（民法419条3項）。

### 損害賠償額の予定
当事者は債務不履行となった場合の損害賠償額について事前に合意しておくことができる（420条1項）。これを損害賠償額（賠償額の予定）という。賠償額の予定は損害についての立証責任の煩雑さを考慮して事前に賠償額を定めておくものである。
2017年の改正前民法の420条1項には「この場合において、裁判所は、その額を増減することができない。」と定めた後段があった。しかし、予定賠償額が過大であれば公序良俗に反する暴利行為で無効であるとする判例があることから2017年の改正民法で後段は削除された（2020年4月1日施行）。なお、判例は損害賠償額の予定の特約があっても、過失相殺の規定が適用され、裁判所は、その過失を斟酌することができるとする(最判平成6年4月21日)。
賠償額の予定は履行請求権や契約の解除権の行使を妨げるものではない（民法420条2項）。なお、当事者間で違約金が定められている場合には賠償額の予定と推定される（民法420条3項）。 
当事者が金銭でないものを損害賠償に充てることを予定した場合にも賠償額の予定の規定が準用される（民法421条）。

### 損害賠償による代位（賠償者代位）
債権者が損害賠償として債権の目的である物や権利の価額の全部について支払を受けたときは、債務者はその物や権利について当然に債権者に代位する（422条）。 これを損害賠償による代位（賠償者代位）という。

### 代償請求権
債務者が、その債務の履行が不能となったのと同一の原因により債務の目的物の代償である権利又は利益を取得したときは、債権者は、その受けた損害の額の限度において、債務者に対し、その権利の移転又はその利益の償還を請求することができる（民法422条の2）。
代償請求権については規定がなかったが、判例で認められており、2017年の改正民法で民法422条の2が新設された（2020年4月1日施行）。

## 不法行為に基づく損害賠償
不法行為が成立した場合、原則として、故意または過失によって他人の権利または法律上保護される利益を侵害することにより生じた損害について賠償する責任を負う（民法709条以下）。

### 損害賠償の範囲
不法行為に基づく損害賠償の範囲については民法416条が類推適用される（通説）。

### 損害賠償の方法
不法行為に基づく損害賠償についても債務不履行の場合と同様に原則として金銭によって賠償額が定められる（金銭賠償の原則、722条1項・民法417条）。
なお、名誉毀損については原状回復のために適当な処分をとることも民法で認められている（民法723条）。また、不法行為の種類によっては特別法で差止請求権が認められている場合もある。

### 損害賠償額の算定

#### 過失割合
交通事故などで当事者双方に過失のある事故の場合には過失割合が問題となる。交通事故の過失割合については交通事故の過失割合を参照。

#### 過失相殺
不法行為に基づく損害賠償額の算定においては裁判所は被害者の過失を考慮して損害賠償額を定める（722条）。これを過失相殺といい、債務不履行に基づく損害賠償の場合にも同様の制度があるが、不法行為に基づく過失相殺の場合には必要的なものとされておらず責任を免除することも認められない。

#### 逸失利益
算定困難な逸失利益（例えば、未成年者の交通事故死に対する将来得ベかりし利益）であったとしても、裁判所は、あらゆる証拠資料に基づき、経験則と裁判官の良識を十分に活用して、できるかぎり蓋然性のある額を算出するよう努めることと判示している。

### 慰謝料
- 慰謝料は被害者に与えた精神的な苦痛に対して、その賠償として支払われる金銭である。不法行為の場合は、財産以外の損害に対しても、その賠償をしなければならない（710条）と、明文で規定されている。
- 他人の生命を侵害した者は、被害者の父母、配偶者及び子に対しては、その財産権が侵害されなかった場合においても、損害の賠償をしなければならない（711条）。近親者の慰謝料請求権について法文では被害者の生命が侵害された場合についてのみ触れているが、判例は近親者がこれに比肩しうる精神上の苦痛を受けた場合についても広く慰謝料請求権を認める（最判昭和33.8.5）。また、判例は慰謝料の相続も原則として認めている。（最判昭42.11.1）

### 不法行為による損害賠償請求権の行使期間
不法行為による損害賠償請求権は、次に掲げる場合には、時効によって消滅する。
- 被害者またはその法定代理人が損害と加害者を知った時から3年間行使しないとき（民法724条前段）。ただし、2017年の改正民法（2020年4月1日施行）で民法724条の2が新設され、人の生命または身体を害する不法行為による損害賠償請求権の消滅時効については、被害者またはその法定代理人が損害および加害者を知った時から5年間となった（民法724条の2）。
- 不法行為の時から20年を経過したとき（民法724条後段）

### 特別法
- 有限責任を定める法令
  - 海運業保護のため、船舶の所有者等はその責任を船舶のトン数に応じて一定の金額までに制限することができる（船舶の所有者等の責任の制限に関する法律）。
  - 航空運送についてはワルソー条約などで同様の規律が行われている。

- 免除を定める法令
  - 争議権を保障するため、正当な争議行為における労働組合またはその組合員の損害賠償責任は免除される（労働組合法8条）

- その他
  - 国家賠償法上の国家賠償責任

## 会社法上の損害賠償
役員等（取締役、会計参与、監査役、執行役または会計監査人）は、その任務を怠ったときは、株式会社に対し、これによって生じた損害を賠償する責任を負う（会社法423条）。
役員等がその職務を行うについて悪意または重大な過失があったときは、当該役員等は、これによって第三者に生じた損害を賠償する責任を負う（会社法429条）。
この責任は一般の不法行為責任ではなく、消滅時効は会社法167条により10年と考えられている。